# Open-source licence
Open-source licence je v informatice typ licence počítačového softwaru a dalších produktů, které umožňují použít, modifikovat, nebo sdílet zdrojový kód, návrh nebo design v rámci definovaných podmínek.
Open-source licence umožňuje koncovým uživatelům a obchodním společnostem přezkoumávat a upravovat zdrojový kód, návrh nebo design pro vlastní potřebu. Software licencovaný jako open-source je většinou k dispozici zdarma, i když tomu tak nemusí být vždy. Licence, které dovolují pouze nekomerční šíření nebo úpravy zdrojového kódu pouze pro osobní použití nejsou obecně považovány za open-source licenci. Ale i open-source licence může mít některá omezení, zejména pokud jde o vyjádření respektu k původu softwaru, jako je například požadavek zachovat jméno autora a prohlášení o autorských právech ve zdrojovém kódu nebo požadavek na redistribuci licencovaného softwaru pouze pod stejnou licencí (jako v copyleft licenci). Jedna sada populárních licencí pro open-source software je schválena Open Source Initiative (OSI) na základě jejich Open Source Definition (OSD).

## Srovnání
Free Software Foundation má vlastní kritéria pro hodnocení, zda licence je nebo není kvalifikována jako free software. Většina free software licencí je také kvalifikována jako open-source software licence.[zdroj?] Projekt linuxové distribuce Debian má svá vlastní kritéria (Debian Free Software Guidelines), na kterých je Open Source Definition založena. Ve výkladu FSF se kritéria Open-source licence zaměřují na dostupnost zdrojového kódu a možnost ho upravovat a sdílet, zatímco free software licence se zaměřuje na svobodu uživatele program používat, měnit jej a sdílet.
Existují také shared source licence, které jsou částečně podobné s open-source, jako je například Microsoft Reciprocal License (MS-RL). Používá je především Microsoft a může být v rozsahu od extrémně přísné, až do licence srovnatelné s free open-source software.